# Явоже (гмина)
Явоже (пол. Jaworze) — сельская гмина (волость) в Польше, входит как административная единица в Бельский повет (силезский), Силезское воеводство. Население — 6453 человека (на 2004 год).

## Демография
| Перепись                       | Всего   | Всего | Женщины | Женщины | Мужчины | Мужчины |
| ------------------------------ | ------- | ----- | ------- | ------- | ------- | ------- |
| Единицы                        | человек | %     | человек | %       | человек | %       |
| Население                      | 6453    | 100   | 3311    | 51,3    | 3142    | 48,7    |
| Плотность населения (чел./км²) | 302,7   | 302,7 | 155,3   | 155,3   | 147,4   | 147,4   |

## Соседние гмины
1. Гмина Бренна
2. Гмина Ясеница
3. Място
4. Бельско-Бяла
5. Цешин
6. Рудавка
7. Вапеница
8. Паленица
9. Блатня
10. Ясёнка